# Cisticola
A Cisticola a madarak osztályának verébalakúak (Passeriformes) rendjébe és a szuharbújófélék (Cisticolidae) családjába tartozó nem.

## Rendszerezésük
A nembet Johann Jakob Kaup írta le 1829-ben, az alábbi fajok tartoznak ide.
- vörösképű szuharbújó (Cisticola erythrops)
- barnásfehér szuharbújó (Cisticola cantans)
- fütyülő szuharbújó (Cisticola lateralis)
- Miombo-szuharbújó (Cisticola woosnami)
- erdei szuharbújó (Cisticola anonymus)
- angolai szuharbújó (Cisticola bulliens)
- páfrány szuharbújó (Cisticola chubbi)
- hegyi szuharbújó (Cisticola hunteri)
- feketés szuharbújó (Cisticola nigriloris)
- hosszúfarkú szuharbújó (Cisticola aberrans)
- Cisticola emini
- vöröskoronás szuharbújó (Cisticola chiniana)
- Boran-szuharbújó (Cisticola bodessa)
- Njombo-szuharbújó (Cisticola njombe)
- szürke szuharbújó (Cisticola cinereolus)
- tanai szuharbújó (Cisticola restrictus)
- vörösfarkú szuharbújó (Cisticola rufilatus)
- hegyvidéki szuharbújó (Cisticola subruficapilla)
- özvegy szuharbújó (Cisticola lais)
- Cisticola distinctus
- Cisticola marginatus
- feketehátú szuharbújó (Cisticola galactotes)
- Cisticola luapula
- Cisticola lugubris
- Cisticola haematocephalus
- mocsári szuharbújó (Cisticola pipiens)
- papirusz szuharbújó (Cisticola carruthersi)
- Vley-szuharbújó (Cisticola tinniens)
- Amhara-szuharbújó (Cisticola robustus)
- Aberdare-szuharbújó (Cisticola aberdare)
- tüskés szuharbújó (Cisticola natalensis)
- vörösfejű szuharbújó (Cisticola ruficeps)
- Cisticola guinea
- tüskésbozóti szuharbújó (Cisticola nana)
- rövidszárnyú szuharbújó (Cisticola brachypterus)
- rozsdás szuharbújó (Cisticola rufus)
- rókaszínű szuharbújó (Cisticola troglodytes)
- barnafejű szuharbújó (Cisticola fulvicapillus)
- Tabora szuharbújó (Cisticola angusticauda)
- feketefarkú szuharbújó (Cisticola melanurus)
- szuharbújó (Cisticola juncidis)
- szokotrai szuharbújó (Cisticola haesitatus)
- madagaszkári szuharbújó (Cisticola cherina)
- kalahári szuharbújó (Cisticola aridulus)
- pikpik szuharbújó (Cisticola textrix)
- feketehasú szuharbújó (Cisticola eximius)
- felhőkarcoló szuharbújó (Cisticola dambo)
- fakófejű szuharbújó (Cisticola brunnescens)
- Cisticola cinnamomeus
- törpe szuharbújó (Cisticola ayresii)
- aranykoronás szuharbújó (Cisticola exilis)
- laposhasú szuharbújó (Cisticola lepe)